# Crítias (diálogo)
Crítias (Κριτίας) ou Atlântida (Ἀτλαντικός) é um dos últimos diálogos de Platão. Parece ser uma continuação de A República e do Timeu. O caráter inconclusivo de seu conteúdo descreve a guerra entre a Atenas pré-helênica e Atlântida, império ocidental e ilha misteriosa descrito por Crítias. O sofista argumenta que a Atlântida existiu em um período remoto, em lugares "muito além dos Pilares de Hércules". Esta ilha foi engolida pelo mar e se perdeu para sempre.

## Conteúdo

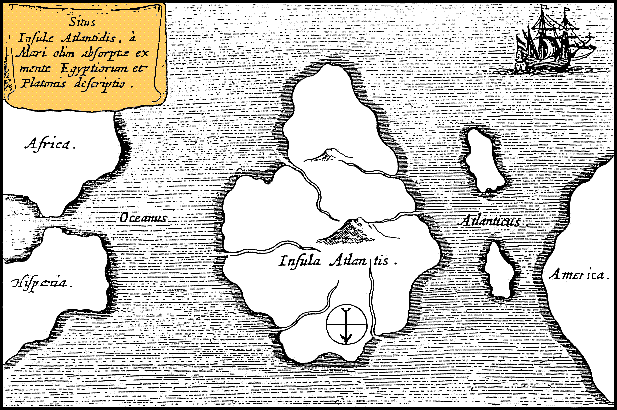
A ilha Atlântida informada nos diálogos Crítias e Timeu. Situs Insulae Atlantidis, a mari olim absorpte ex mente Aegyptiorum et Platonis descriptio, mapa de Athanasius Kircher (c. 1669).

O conteúdo do diálogo inacabado refere-se a organização geográfica e política das forças opostas, ainda evidente no caso de Atenas, mas não em Atlantis, tema das múltiplas hipóteses ao longo da história. Na tentativa de compreender a sua verificabilidade escondida e eterno sigilo são elucidadas questões platonistas, que vão desde a concepção aproximada de literalidade chegando até mesmo a considerar a existência de múltiplas Atlântidas. Os críticos julgam a obra recompilada por Sólon um produto de simbolismo, mitologia, ou projeção histórica do mundo das ideias de seu autor.
Deste último posicionamento está vislumbre, como J.O Thompson explicita, a interpretação que realiza Platão da constituição ateniense, atribuídos a Atenas pré-helênica.

## Autenticidade
Por causa da estreita relação das Crítias com o Timeu, sua autenticidade não foi questionada, considerada cronologicamente posterior, sugerindo que a teoria que explica a sua interrupção abrupta no início do diálogo seguinte, Leis, ao seu caráter "intencional".

## O Crítias como exposição platônica da história
A semelhança na ordem política expressa nas obras Timeu e Crítias com a obra A República, é notável precisamente para o contraste oposto entre esse diálogo e outro dos diálogos de Platão, Político.
H. Herter e K. Gaiser, sobre a relação entre a Atenas pré-helênica e Político, estabeleceram as seguintes diferenças:
- No Político se fala de uma Atenas mitologicamente localizada na "era Cronos", onde a humanidade vive sob a orientação direta dos deuses. A nota histórica final que culmina em um cataclismo universal, que mudou a natureza do Cosmos.
- Nos Crítias também há a alusão a uma Atenas primitiva, embora Platão coloca a posteriori, ou seja, no período de Zeus, ou historicamente consecutiva a queda de Cronos por Zeus, seu filho. A humanidade não é mais protegida pela corte divina, mas sob a orientação do Estado ateniense, que é um Estado construído por filósofos. O fim não será universal, porque após o cataclismo mencionou a continuidade histórica do Egito no Timeu.

Esta redução só é interrompida pelo Demiurgo, apenas no momento em que o universo é dissolvido na polaridade oposta à unidade, isto é, a diferença.
Platão está tentando dizer que há dois ciclos históricos diferentes:
- Um seria realmente a-histórico, porque refletiria o mundo das ideias por aumentar a convivência divina e humana, sendo este último o mais próximo possível da unidade ideal, portanto, a virtual ausência da necessidade de tornar-se. Cita-se então da "era de Cronos" no Política.
- O segundo ciclo seria justamente o oposto. A ruptura do mundo primitivo das ideias e o surgimento da história como a conhecemos, em uma retirada gradual da ordem e um abandono de toda a organização social em que os bens eram de propriedade comum e não era necessário qualquer forma de Estado (Leis). Daí a consequente origem de um governo cuja presença não era requerida quando os deuses tutelavam aos homens. O Crítias e o "período de Zeus" estariam no início do segundo ciclo.

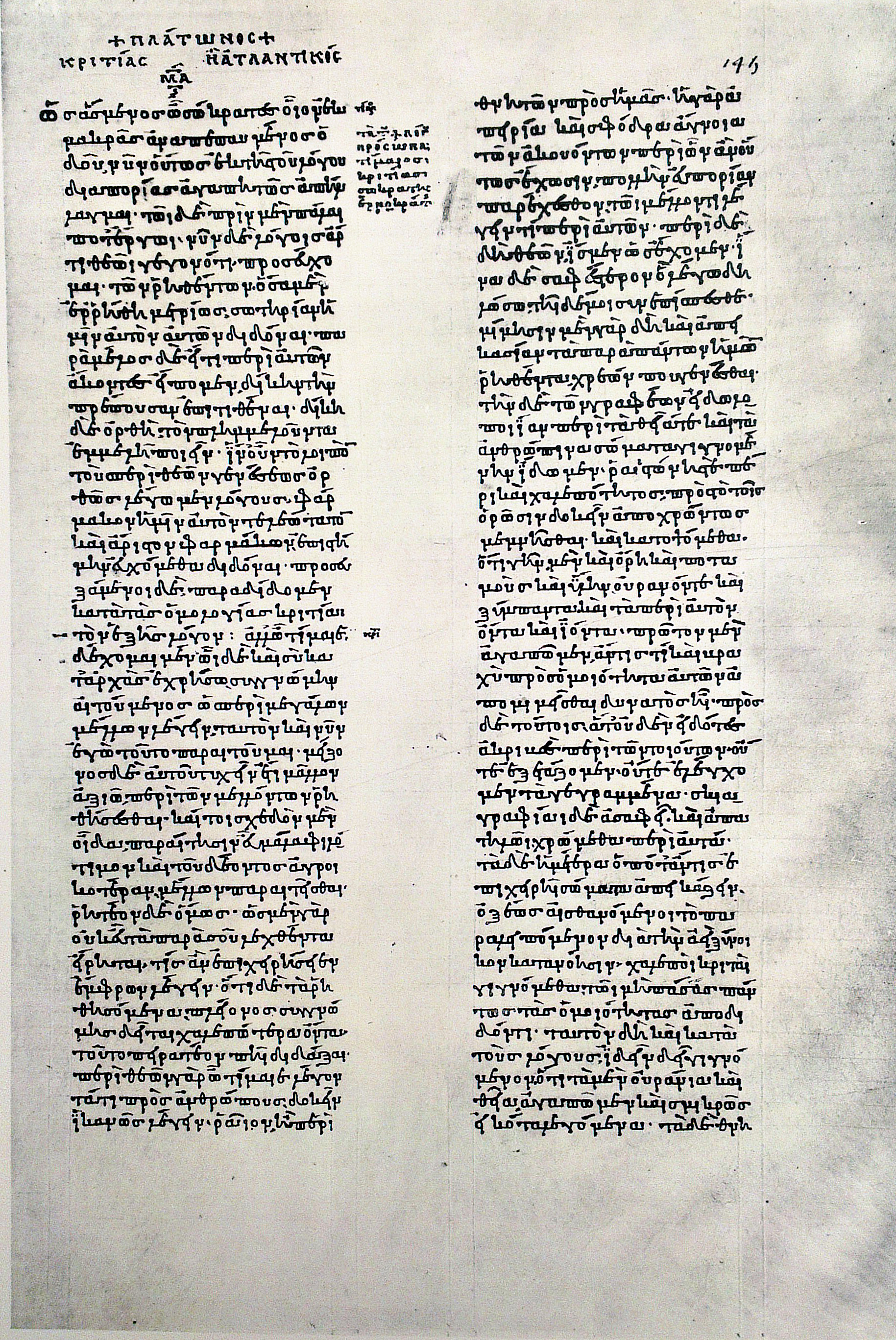
O começo do diálogo Crítias no manuscrito mais antigo ainda preservado (séc. 9 d.C.), localizado na Bibliothèque Nationale de France (Paris), Gr. 1807.

Portanto, no desenvolvimento do Crítias elementos de fundo concorrem fundamentando à sua história:
- O uso da mitologia grega;
- e a introdução das bases histórico-político-filosóficas da teoria de Platão.

Segue-se que, mesmo que o conteúdo do diálogo de Atlantis possa ser justificado pelo que precede, a comprovação referida inicialmente na ausência ou não do império rival de Atenas e de sua localização geográfica real, pode ser questionada a critérios não estavam disponíveis para a sua demissão completa. No mero valor como ingrediente em uma exposição histórico-filosófica que ele poderia se juntar a uma outra possibilidade: o argumento da história baseada, por sua vez sobre a existência real do mito. Apenas a futura contribuição da evidência consistente pode produzir posições e propostas tão variadas. Enquanto isso persistir interesse filosófico e valor.

## Manuscritos
A tradição manuscrita, ou seja, as fontes primárias a partir do qual pode-se chegar aos textos originais, refere-se ao "Parisinus Graecus 1807 [A]" como principal manuscrito do Crítias.
No entanto o "Vindobonensis 55 [F]" contém textos integrais do Crítias, enquanto que o "Vaticanus 228" e o "Venetus 184" são apenas variantes de relevância.

## Traduções para o Português
- PLATÃO. Crítias. In: Timeu - Crítias - O Segundo Alcebíades - Hípias Menor. Tradução de Carlos Alberto da Costa Nunes. 1a. Edição, Belém: EDUFPA, 1973/ 2a. Edição, 1988/ 3a. Edição, 2001.